# Autriche au Concours Eurovision de la chanson 2011
L'Autriche a participé au Concours Eurovision de la chanson en 2011 à Düsseldorf en Allemagne, après sa dernière participation en 2007 avec Eric Papilaya chantant "Get a Life – Get Alive", le plaçant avant-dernier de la demi-finale. L'Autriche a sélectionné son représentant par une finale nationale télévisée, organisée par le diffuseur autrichien Österreichischer Rundfunk (ORF).

## Rumeurs sur le retour
Quelques jours après le Concours Eurovision de la chanson 2010, des rumeurs à propos du retour de l'Autriche ont été lancées. Ces rumeurs ont été confirmées par l'ORF fin juillet 2010.

## Processus de sélection
L'ORF et sa radio Hitradio Ö3 ont coopéré pour trouver des artistes pour la finale nationale. Du mois d'octobre jusqu'au 10 décembre 2010, les Autrichiens ont été invités à nommer les artistes qui pourraient représenter leur pays,.
Chaque nomination devait être soutenue par au moins 33 personnes. Depuis les artistes admis, un jury a décidé des chansons qui ont été mises en ligne en janvier 2011,, et les 10 artistes ayant reçu le plus de votes participeront à la finale nationale le 25 février 2011, où le télévote décidera du représentant du pays,,. 
L'émission sera divisée en deux parties : la première, où seront chantées les chansons en compétition, et la seconde, chantant avec des invités des chansons classiques de l'Eurovision.

### Vote en ligne
Le 3 janvier, l'ORF a annoncé les 30 candidats pour le vote en ligne. 10 seront sélectionnés pour la finale du 25 février. Les 10 premiers seront choisis par SMS et le vote d'un jury,.
| #  | Artistes                                  | Chansons                          | SMS | Jury | Total | Place |
| -- | ----------------------------------------- | --------------------------------- | --- | ---- | ----- | ----- |
| 01 | Eva K. Anderson                           | "I will be here"                  | 18  | 26   | 44    | 7     |
| 02 | Nadine Beiler                             | "The secret is love"              | 22  | 28   | 50    | 2     |
| 03 | Patricia Kaiser et Leo Aberer             | "There will never be another you" | 30  | 17   | 47    | 5     |
| 04 | Oliver Wimmer                             | "Let love kick in"                | 17  | 24   | 41    | 9     |
| 05 | Excuse Me Moses                           | "Way out"                         | 15  | 25   | 40    | 11    |
| 06 | Alkbottle                                 | "Wir san do net zum Spaß"         | 27  | 18   | 45    | 6     |
| 07 | Richard Klein                             | "Bigger better best"              | 21  | 29   | 50    | 3     |
| 08 | Mary Broadcast Band                       | "Who’s gonna stop me"             | 23  | 6    | 29    | 17    |
| 09 | Heinz aus Wien                            | "O Cosi"                          | 1   | 8    | 9     | 28    |
| 10 | Julian Heidrich                           | "Australian Gate"                 | 28  | 7    | 35    | 14    |
| 11 | Any Major Dude                            | "July"                            | 6   | 15   | 21    | 23    |
| 12 | Katie Lunette                             | "My home"                         | 25  | 12   | 37    | 12    |
| 13 | Matara                                    | "Why do I"                        | 12  | 4    | 16    | 24    |
| 14 | Robi Faustmann                            | "Neuer Wind"                      | 13  | 9    | 22    | 22    |
| 15 | Louie Austen                              | "Make your move"                  | 5   | 23   | 28    | 20    |
| 16 | Charlee                                   | "Good to be bad"                  | 19  | 21   | 40    | 10    |
| 17 | Axel Wolph & Feeltank Orchestra           | "My little reminder"              | 2   | 11   | 13    | 25    |
| 18 | Petra Frey                                | "Send a little smile"             | 11  | 14   | 25    | 21    |
| 19 | Lana Gordon                               | "Ask the universe"                | 3   | 5    | 8     | 29    |
| 20 | CAMA                                      | "Times of our lives"              | 14  | 22   | 36    | 13    |
| 21 | Sellyy                                    | "Lethargie"                       | 4   | 2    | 6     | 30    |
| 22 | Jean Nolan                                | "Crazy"                           | 16  | 13   | 29    | 18    |
| 23 | Luttenberger*Klug                         | "Sternenlichter"                  | 20  | 10   | 30    | 16    |
| 24 | Alf Poier & die obersteirische Wolfshilfe | "Happy Song"                      | 9   | 20   | 29    | 19    |
| 25 | Missy May                                 | "It’s a girl’s life"              | 8   | 3    | 11    | 27    |
| 26 | Trackshittaz/Lukas Plöchl                 | "Oida Taunz"                      | 29  | 19   | 48    | 4     |
| 27 | Cory Bantic & Chris Schaller              | "Try to forget her"               | 10  | 1    | 11    | 26    |
| 28 | Freddy Sahin-Scholl                       | "Butterfly"                       | 7   | 27   | 34    | 15    |
| 29 | Band WG                                   | "10 Sekunden Glück"               | 26  | 16   | 42    | 8     |
| 30 | Klimmstein feat. Joe Sumner               | "Paris, Paris"                    | 24  | 30   | 54    | 1     |

### Finale
| #  | Artiste                        | Chanson                           | Votes   | Place |
| -- | ------------------------------ | --------------------------------- | ------- | ----- |
| 1  | Band WG                        | "10 Sekunden Glück"               | 4,15 %  | 7     |
| 2  | Patricia Kaiser and Leo Aberer | "There Will Never Be Another You" | 3,08 %  | 9     |
| 3  | Oliver Wimmer                  | "Let love kick in"                | 1,93 %  | 10    |
| 4  | Alkbottle                      | "Wir san do net zum Spaß"         | 4,2 %   | 6     |
| 5  | Eva K. Anderson                | "I Will Be Here"                  | 5,54 %  | 5     |
| 6  | Trackshittaz                   | "Oida Taunz"                      | 24,27 % | 2     |
| 7  | Charlee                        | "Good to Be Bad"                  | 3,65 %  | 8     |
| 8  | Klimmstein feat. Joe Sumner    | "Paris, Paris"                    | 12,54 % | 3     |
| 9  | Nadine Beiler                  | "The Secret Is Love"              | 34,95 % | 1     |
| 10 | Richard Klein                  | "Bigger Better Best"              | 5,69 %  | 4     |

#### Super finale
| # | Artiste                     | Chanson              | Votes   | Place |
| - | --------------------------- | -------------------- | ------- | ----- |
| 1 | Trackshittaz                | "Oida Taunz"         | 32,87 % | 2     |
| 2 | Klimmstein feat. Joe Sumner | "Paris, Paris"       | 20,41 % | 3     |
| 3 | Nadine Beiler               | "The Secret Is Love" | 46,73 % | 1     |

## À l'Eurovision
L'Autriche a participé à la seconde demi-finale du Concours, le 12 mai 2011. À cette demi-finale, Nadine termina 7e avec 69 points et accéda à la finale. À la finale, elle chanta et finit à la 18e place avec 64 points. 